# Apterina
A apterina é uma furanocumarina e o glicósido do vaginol . Foi isolado da raiz das plantas da família Apiaceae, como membros do gênero Angelica, incluindo o jardim angelica e Zizia aptera .  